# Bisaurín
Der Bisaurín (baskisch Bixaurín) ist ein 2670 msnm hoher Berg in den spanischen Pyrenäen.
Vom Atlantik gesehen ist der Bisaurín der höchste Berg bis zum Pic du Midi d’Ossau. Er liegt zwischen Pic d’Anie und Pico de Aspe, unweit vom Skigebiet Candanchú.